# Giovanni De Toni
Giovanni De Toni (Venezia, 3 marzo 1895 – Genova, 8 gennaio 1973) è stato un pediatra italiano.
Noto internazionalmente per la descrizione della cosiddetta sindrome di De Toni-Fanconi-Debré, fu figura di spicco a Genova ed in particolare nell'Istituto Giannina Gaslini, tanto che il dipartimento di Scienze pediatriche dell'Università degli Studi di Genova porta il suo nome. Ha partecipato come volontario alla prima guerra mondiale ricoprendo il ruolo di ufficiale degli Alpini ed è stato membro di diverse organizzazioni scientifiche nazionali ed internazionali, fondando, tra l'altro, nel 1949, la rivista "Minerva pediatrica" con Guido Guassardo e Ivo Nasso; nel 1959 l'Associazione dei pediatri di lingua latina; nel 1966 l'Associazione italiana per la lotta contro la fibrosi cistica del pancreas. Con la moglie aprì anche il centro “Villa Santa Chiara” a Genova per l'assistenza dei bambini diversamente abili.

## Biografia

### Inizi

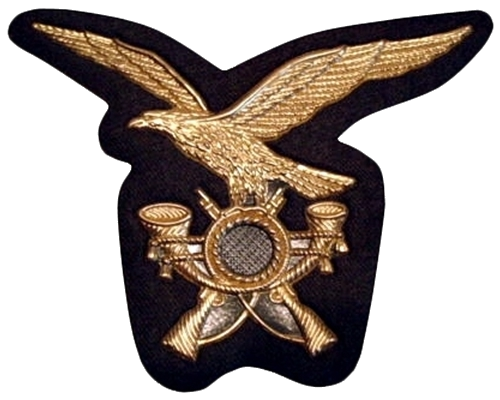
Fregio alpini

Figlio di Ettore De Toni e Italia Battistella, consegue la laurea a Padova in medicina e chirurgia il 15 dicembre 1919 (con lode e dignità di stampa della tesi). Al periodo degli studi universitari risale la sua partecipazione alla Grande Guerra, dove riceve due croci di guerra al valor militare, una croce di guerra al merito come ufficiale combattente e viene anche internato come prigioniero nel campo di concentramento di Sigmundsherberg. L'avvicinamento di De Toni alla pediatria risale probabilmente al quinto anno della facoltà di medicina, periodo in cui frequenta i corsi dell'Università Castrense che si svolsero presso l'ospedale di San Giorgio di Nogaro (Udine). Egli precedentemente fu allievo interno presso l'istituto di fisiologia, sotto la direzione di Aristide Stefani, e quello di farmacologia, diretto da Luigi Sabbatani.
La sua attività pediatrica inizia nel 1920 presso la Clinica pediatrica dell'Università di Padova, dove è assistente e poi aiuto di Guido Berghinz, l'allora direttore, fino alla fine del 1921. Durante l'anno accademico 1920-1921 tra l'altro, dopo aver vinto una borsa di studio, diventa “assistente straniero” presso la Clinica pediatrica di Parigi, dove può seguire le lezioni di alcuni grandi pediatri francesi, tra cui Antoine Marfan e Pierre Andre Alexandre Nobecourt. Abbandonata l'università, all'inizio del 1922, diventa direttore dell'Ospedale Infantile Cesare Arrigo di Alessandria, in cui rimane fino al 1926, impegnandosi anche dal punto di vista della ricerca scientifica riguardante soprattutto le malattie del lattante, e fonda la Società Medico-Chirurgica Alessandrina.

### Periodo bolognese
Nel 1926 consegue la libera docenza in clinica pediatrica e riprende, nel 1927, la carriera universitaria, diventando aiuto volontario e l'anno dopo di ruolo, presso la Clinica pediatrica dell'Università di Bologna. Alla morte del direttore Carlo Francioni, diventa direttore supplente della clinica dal 14 giugno 1929 al 1º novembre dello stesso anno, perdendo con l'inizio del nuovo anno accademico la direzione a favore di Maurizio Pincherle.
Nel 1933 descrive al congresso di Londra una malattia costituzionale della funzione renale, l’insufficienza del tubulo prossimale, caratterizzata dalla perdita di glucosio, amminoacidi e fosfati e responsabile di una specifica forma di rachitismo resistente alla vitamina D: il diabete renale gluco-fosfo-amminico. Questo diabete è chiamato “malattia di De Toni, Debré, Fanconi” per ricordare gli altri autori che la studiarono, lo svizzero Guido Fanconi e il parigino Robert Debré. Questa patologia rimane il pilastro portante del gruppo di malattie che fanno parte dei rachitismi vitamina D-resistenti, su cui il De Toni tornerà a concentrarsi.

### Periodo modenese
Nel 1935 diventa direttore della clinica pediatrica dell'università di Modena, succedendo al fondatore Riccardo Simonini (1865-1942). A Modena rimane per sette anni e vi crea una piccola scuola. 
Nel 1940 concepisce l'innovativa idea di far sottoporre un bambino ad un'operazione di legatura del dotto arterioso di Botallo. In seguito descrive con precisione una particolare patologia ossea che viene riconosciuta da molti come l'iperostosi corticale infantile. A Modena ha come allievi diversi collaboratori, di cui si sa soltanto che Vittorio Mengoli diventa primario di pediatria a Verona e che Francesco Fontana segue De Toni a Genova, consegue la libera docenza e torna a Modena.

### Periodo genovese

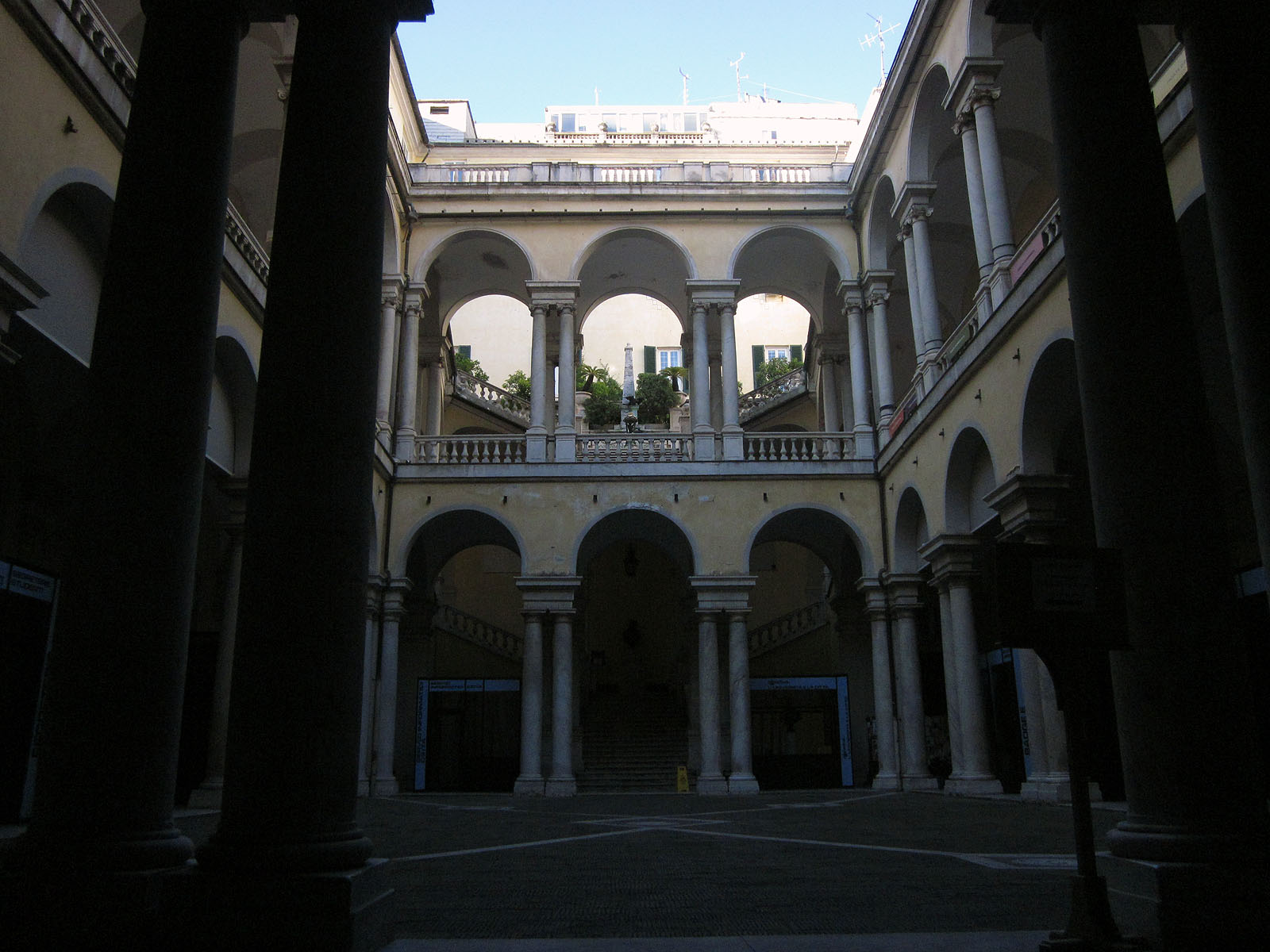
Università degli Studi di Genova

Nel 1942 De Toni si trasferisce alla Clinica pediatrica dell’Università degli Studi di Genova - che dal 1938 ha sede presso l'Istituto pediatrico Giannina Gaslini - dove resta fino al novembre 1965 (il dipartimento di Scienze pediatriche dell’Università degli Studi di Genova prenderà successivamente il suo nome). De Toni viene sostituito a Modena da Guido Guassardo, che due anni dopo diventa il direttore della clinica pediatrica di Torino.
Dal 1946 De Toni si interessa soprattutto a temi riguardanti la crescita del bambino, elaborando un personale metodo auxologico, tramite un'interpretazione e una quantificazione delle turbe di crescita della statura e di accrescimento ponderale, che si fondava sulla disposizione di una tabella auxometrica in cui venivano riportati i valori di peso e altezza dove al centro appariva un’area di normalità e intorno a questa i cambiamenti per difetto o per eccesso di statura e peso riferite all’età espressa in anni. Questo metodo ebbe molta importanza in Italia, ma non fu in grado di scalzare l’universalità delle tabulazioni esprimibili con il metodo dei “centili”. Negli anni seguenti De Toni continua a interessarsi di auxologia realizzando i due volumi sull’argomento che fanno parte del “Trattato di pediatria e puericoltura" diretto da De Toni, il cui compito era raccogliere volumi monotematici scritti da diversi esperti nel settore e che si basava sul presupposto della costituzione delle specialità pediatriche. Due dei suoi allievi, Paolo Tolentino e Gennaro Sansone, si occuparono rispettivamente del volume delle malattie infettive e di quello sulla genetica. Negli anni Cinquanta Giovanni De Toni viene ricordato per essere un fervido sostenitore dell'allattamento al seno.
Il 1º novembre 1965 il pediatra va fuori ruolo e la direzione della clinica pediatrica passa a Rolando Bulgarelli.
Successivamente diventa presidente della Società Italiana di Pediatria (SIP), carica che ricoprì dal 1966 al momento della sua morte, avvenuta a Genova l'8 gennaio 1973.

## Attività scientifica
De Toni fu impegnato soprattutto nella ricerca pediatrica e ottenne grandi risultati in diversi ambiti. 

### Sindrome di De Toni-Fanconi-Debré
Nel 1933 descrisse un nuovo tipo di patologia conosciuta successivamente con il nome di "sindrome di De Toni-Fanconi-Debré". Il diabete renale gluco-fosfo-amminico si caratterizza per una disfunzione renale: l'insufficienza del tubulo prossimale comporta la perdita di glucosio, di amminoacidi fosfati e quindi causa di una particolare forma di rachitismo. La malattia prende il nome dagli altri due ricercatori che la studiarono e costituirà il punto cardine del capitolo dei "rachitismi vitamina D-resistenti", sui quali sarebbe poi successivamente tornato.

### Lavori e scoperte
Nel 1940 decise a Modena di sottoporre un bambino ad un intervento di legatura del dotto arterioso di Botallo (anticipando di alcuni mesi il suo collega Robert Edward Gross). Successivamente diagnosticò una malattia ossea caratterizzata da decorso acuto ed esito benigno a carico di numerosi segmenti ossei e da iperosteogenesi periosteo-encondrale. Secondo molti studiosi è proprio questa malattia identificabile come iperostosi corticale infantile studiata nel 1945 da John Caffey e William Silverman, denominata "malattia di Caffey-De Toni".

## Scritti principali
- Malattie del midollo spinale, dei nervi periferici e dei muscoli, in Manuale di pediatria, a cura di G. Frontali, II, 1936, pp. 207–246;
- Malattie neuropsichiche, ibid., pp. 247–298, 1936;
- Introduzione allo studio della puericoltura, Torino 1939;
- L'assistenza sociale al bambino italiano, in Puericultura, pediatria preventiva individuale e sociale, Torino 1939, pp. 484–524;
- Le basi psicologiche della moderna puericoltura, in Atti del Convegno italo-svizzero di neurofisiologia infantile, Bologna 1948, pp. 181–197.
- Toxoplasmosi, in Trattato di malattie infettive, diretto da E. Carlinfanti e F. Magrassi, III, Napoli 1952, pp. 1155–1174;
- Trattato di pediatria e puericoltura, a cura di G. De Toni, 5 voll., Torino 1958-1961.
- L'accrescimento umano: elementi di auxologia, Brescia 1971[1]